# Павлюк Павло Іванович
Павло Іванович Павлюк (5 листопада 1909 , Велика Дорога, Ніжинський повіт, Чернігівська губернія, Російська імперія  — 16 жовтня 1992 , Київ, Україна )(5 листопада 1909, Велика Дорога — 16 жовтня 1992, Київ) — український історик-архівіст, дослідник історії громадянської війни в Україні.

## Біографія
Народився 5 листопада 1909 року в селі Велика Дорога, тепер Ніжинський район, Чернігівська область, Україна. У 1927–1929 роках навчався у Мринському педагогічному технікумі, у 1929–1932 роках — у Ніжинському інституті народної освіти, у 1932–1933 роках — Харківському інституті педагогічної професійної освіти. У 1933–1936 роках — аспірант Центрального архівного управління УСРР у місті Харкові. Одночасно у 1934–1941 роках — асистент, старший викладач Харківського педагогічного інституту по кафедрі історії СРСР і України. З 1934 року — молодший науковий співробітник, з 1936 року — старший науковий співробітник Центрального історичного архіву. Редактор «Науково-інформаційного бюлетеня» Архівного управління УРСР. У 1939–1943 роках — заступник директора з наукової роботи. З 1943 року і до закінчення німецько-радянської війни очолював роботу прифронтових оперативних груп.
Після війни працював заступником начальника з наукової роботи Архівного управління МВС УРСР. У 1947 році захистив кандидатську дисертацію на тему: «Харківська Червона Гвардія 1917—1918 рр.». У 1950–1954 роках — старший науковий співробітник відділу археографії Інституту історії АН УРСР (за сумісництвом). У 1954–1976 роках — заступник директора Інституту історії партії при ЦК КПУ (він же — завідувач партархівом). Редактор та упорядник ряду довідників, збірників документів і матеріалів, в тому числі:
- «Возз'єднання українського народу в єдиній Українській Радянській державі (1939—1949 рр.)» (Київ, 1949);
- «Воссоединение Украины с Россией» (В 3-х томах — Москва, 1953);
- «Коммунистическая партия — вдохновитель и организатор объединительного движения украинского народа за образование СССР» (Київ, 1972).

Склав ряд методичних посібників з архівознавства. Член редколегії журналу «Комуніст України». Нагороджений орденами і медалями СРСР, Почесною Грамотою Президії Верховної Ради УРСР.
Помер в Києві 16 жовтня 1992 року.

## Основні праці
- Нариси історії Комуністичної партії України. — Київ, 1961 (у співавторстві);
- Харківська Червона гвардія (лютий 1917 р. — березень 1918 р.). — Харків, 1948.